# 9212 Kanamaru
9212 Kanamaru este un asteroid din centura principală, descoperit pe 20 octombrie 1995, de Takao Kobayashi.